# زتا مرغ بهشتی
زتا مرغ بهشتی یک ستاره است که در صورت فلکی مرغ بهشتی قرار دارد.